# 罗源县革命烈士陵园
罗源县革命烈士陵园，是位于中国福建省福州市羅源縣凤山镇莲花山的一个烈士陵园，1980年入选首批罗源县文物保护单位。
罗源县革命烈士陵园是66位与罗源有关的中国共产党革命烈士的遗骸安葬处，1957年11月建成，占地面积3000多平方米，由陵墓、纪念碑、纪念亭等构成，陵园中的六角纪念亭里竖有一通高2米、宽0.7米的青石，上有叶飞题字“光荣的革命烈士万古长青”。